# Tajemnica Statuetki
Tajemnica Statuetki es un videojuego de aventura de 1993, desarrollado y publicado por Metropolis Software House para ordenadores con el sistema operativo DOS. Es el primer juego de aventuras desarrollado en Polonia. Su trama gira en torno al agente novato de Interpol John Pollack, que intenta desentrañar el misterio asociado con el robo de varias antigüedades en todo el mundo.
A pesar de que la piratería estaba muy extendida en Polonia por aquel entonces, logró vender entre 4000 y 6000 copias en su lanzamiento, y se hizo muy popular en el país. Tajemnica Statuetki fue elogiado por su argumento y se convirtió en un hito cultural que ayudó a promover y legitimar la industria del videojuego polaco, si bien recibió algunas críticas menores por su mecánica de juego y su diseño audiovisual.